# Johann Spurzheim
Johann Gaspar Spurzheim (31 de diciembre de 1776 - 10 de noviembre de 1832) fue un médico alemán que se convirtió en uno de los principales defensores de la pseudociencia de la  frenología, que se desarrolló c. 1800 por Franz Joseph Gall (1758-1828).

## Biografía
Spurzheim nació cerca de Trier, Alemania, el 31 de diciembre de 1776, y estudió medicina en la Universidad de Viena. Conoció a Gall en 1800 y pronto fue contratado por él como asistente. Gall pretendía tener a Spurzheim como su sucesor y agregó su nombre como coautor de libros y publicaciones. En 1812, sin embargo, Gall y Spurzheim tuvieron una pelea, y Spurzheim comenzó una carrera separada, dando conferencias y escribiendo extensamente sobre lo que denominó el "sistema fisiognómico de los Dres. Gall y Spurzheim". Popularizó enormemente la frenología, y viajó extensamente por toda Europa, logrando un éxito considerable en Inglaterra y Francia. En 1816 viajó a Edimburgo para refutar un artículo del Dr. John Gordon, quien había desacreditado a Spurzheim, a Gall y a la frenología en general en un artículo publicado en la Edinburgh Review en 1815. Murió de tifus en Boston en 1832, interrumpiendo su primera y única gira por Estados Unidos.